# IC 4119
IC 4119 ist eine Spiralgalaxie vom Hubble-Typ S im Sternbild Coma Berenices am Nordsternhimmel, die schätzungsweise 882 Millionen Lichtjahre von der Milchstraße entfernt ist.

In derselben Himmelsregion befindet sich u. a. die Galaxie IC 4110, IC 4130, IC 4139, IC 4141.
Das Objekt wurde am 27. Januar 1904 von Max Wolf entdeckt.